# Premios Isabel Zendal
Los Premios Isabel Zendal de promoción del pensamiento crítico en Educación Secundaria y Bachillerato tuvieron su primera convocatoria en el año 2019.
Se premia la mejor pieza escrita de cada una de las categorías. (artículo periodístico, exposición divulgativa, experimento  o relato breve)  en gallego o  castellano. Fueron convocados por la Universidad de La Coruña en colaboración con el Círculo Escéptico.
Su finalidad es fomentar la práctica del escepticismo, del pensamiento crítico. Honran la figura de Isabel Zendal.
Está dirigido al alumnado de la ESO y de 1º y 2º de bachillerato del Estado español.